# پرینی-ل-دیژن
پرینی-ل-دیژن (به فرانسوی: Perrigny-lès-Dijon) یک کمون در فرانسه با جمعیت ۱٬۴۶۱ نفر است که در Canton of Chenôve واقع شده‌است.